# Philautus abditus
Espèce
Statut de conservation UICN

 DD  : Données insuffisantes
Philautus abditus est une espèce d'amphibiens de la famille des Rhacophoridae.

## Répartition
Cette espèce se rencontre :
- dans l'extrême Nord-Est du Cambodge ;
- au Viêt Nam entre 600 et 1 200 m d'altitude sur le plateau Tay-Nguyen dans les provinces de Gia Lai et de Kon Tum.

## Publication originale
- Inger, Orlov & Darevsky, 1999 : Frogs of Vietnam: A report on new collections. Fieldiana, Zoology, new series, vol. 92, p. 1-46 (texte intégral).